# Classe (scuola)
Una classe scolastica è l'insieme degli alunni che sono sistemati in un'aula scolastica e che hanno in comune gli stessi orari scolastici e gli stessi insegnanti nelle varie materie del corso.

## Significato concettuale
Nei paesi anglofoni, quando il termine "classe" è associato ad un insieme di studenti, può essere sganciato dal concetto di "aula scolastica" e indicare l'insieme degli studenti allo stesso livello in un'istituzione accademica, come "la classe delle matricole" oppure "la classe di laurea". 
L'espressione "classe del " può indicare tutti gli studenti che si diplomano o si laureano contemporaneamente in una istituzione accademica: "la classe del '97" (i.e., the class of '97). In Italia il termine "classe del" è entrato nell'uso comune ed è solitamente (erroneamente?) equiparato alla data di nascita di un individuo.

## Nel mondo

### Italia
Ogni scuola italiana si divide in classi e sezioni. Di solito è composta di un numero variabile tra i 15 e i 30 alunni.
Le classi si identificano con numeri ordinali, nelle scuole elementari si va dalla classe 1⁰ alla classe 5⁰ , così come alle scuole medie superiori, mentre le scuole medie inferiori partono dalla classe 1⁰ per fermarsi alla 3⁰.

Tra le scuole medie superiori, fa eccezione il liceo classico, che ha 4⁰ e 5⁰ ginnasio, retaggio ultimo della fase storica in cui ogni scuola superiore possedeva una sua specifica scuola media, appunto in questo caso 1⁰, 2⁰ e 3⁰ ginnasio, per proseguire con 1⁰ liceo fino alla 3⁰.
A differenza di molti altri paesi del mondo, gli studi precedenti all'università durano teoricamente 16 anni, uno in più: 3 anni di scuola dell'infanzia (facoltativa), 5 anni di scuola primaria, 3 anni di scuola secondaria di primo grado e 5 anni di scuola secondaria di secondo grado.